# Jonathan Walasiak
Jonathan Walasiak (Tertre, 23 oktober 1982) is een Belgisch voormalig voetballer.

## Biografie

### Clubcarrière
Walasiak stroomde in 2000 door naar de A-kern van Standard Luik. Hij maakte op 29 oktober 2000 zijn debuut in het eerste elftal van de Rouches toen hij tegen Antwerp FC in de 89e minuut mocht invallen voor Ole Martin Årst. In zes seizoenen tijd speelde Walasiak 132 wedstrijden in het eerste elftal van Standard (alle competities inbegrepen), waarin hij 20 keer scoorde.
In 2006 werd Walasiak, die op een zijspoor was geraakt bij Standard, voor één seizoen verhuurd aan de Franse tweedeklasser FC Metz. Metz werd dat seizoen kampioen in de Ligue 2, maar het Franse avontuur van Walasiak draaide uit op een fiasco: de Henegouwenaar speelde slechts twee wedstrijden voor de club uit Lotharingen (één in de competitie en één in de Coupe de la Ligue). Nadat ook een terugkeer naar Standard op niets uitdraaide, tekende Walasiak in januari 2008 voor Excelsior Moeskroen.
Na het faillissement van Moeskroen tekende hij in januari 2010 een contract bij het Hongaarse Győri ETO FC. Omwille van een probleem met het kraakbeen in de rechterknie werd het contract in februari 2010 door Győri eenzijdig ontbonden. Na een tijdje zonder club gezeten te hebben tekende hij in november 2010 bij derdeklasser Heppignies-Lambusart-Fleurus. In de zomer van 2011 zakte hij af naar eersteprovincialer Royal Albert Quévy-Mons, waarmee hij naar Vierde klasse promoveerde. Walasiak sloot zijn carrière in 2015 af bij RFC Wiersien.

### Interlandcarrière
Jonathan Walasiak debuteerde op 20 augustus 2003 voor de Rode Duivels tegen Nederland (na 86 minuten ingevallen voor Thomas Buffel). Hij speelde in totaal vier interlands.

## Spelerscarrière
| seizoen | club                         | land      | klasse                  | wedst | goals |
| ------- | ---------------------------- | --------- | ----------------------- | ----- | ----- |
| 2000/01 | Standard Luik                | België    | Jupiler Pro League      | 1     | 0     |
| 2001/02 | Standard Luik                | België    | Jupiler Pro League      | 14    | 0     |
| 2002/03 | Standard Luik                | België    | Jupiler Pro League      | 22    | 7     |
| 2003/04 | Standard Luik                | België    | Jupiler Pro League      | 31    | 10    |
| 2004/05 | Standard Luik                | België    | Jupiler Pro League      | 27    | 2     |
| 2005/06 | Standard Luik                | België    | Jupiler Pro League      | 24    | 1     |
| 2006/07 | → FC Metz                    | Frankrijk | Ligue 1                 | 1     | 0     |
| 2007/08 | Standard Luik                | België    | Jupiler Pro League      | 0     | 0     |
| 2007/08 | Excelsior Moeskroen          | België    | Jupiler Pro League      | 13    | 1     |
| 2008/09 | Excelsior Moeskroen          | België    | Jupiler Pro League      | 14    | 1     |
| 2009/10 | Excelsior Moeskroen          | België    | Jupiler Pro League      | 2     | 0     |
| 2009/10 | Győri ETO FC                 | Hongarije | Magyar Labdarúgó Liga   | 0     | 0     |
| 2010/11 | Heppignies-Lambusart-Fleurus | België    | Derde klasse            | ?     | ?     |
| 2011/12 | RUS Genly-Quévy 89           | België    | Eerste prov. Henegouwen | ?     | ?     |
| 2012/13 | RUS Genly-Quévy 89           | België    | Vierde klasse B         | ?     | ?     |
| Totaal  |                              |           |                         | 150   | 21    |